# Salasc
Salasc (okzitanisch: gleichlautend) ist ein Ort und eine südfranzösische Gemeinde mit 342 Einwohnern (Stand: 1. Januar 2022) im Département Hérault in der Region Okzitanien. Die Gemeinde gehört zum Arrondissement Lodève und zum Kanton Clermont-l’Hérault.

## Lage

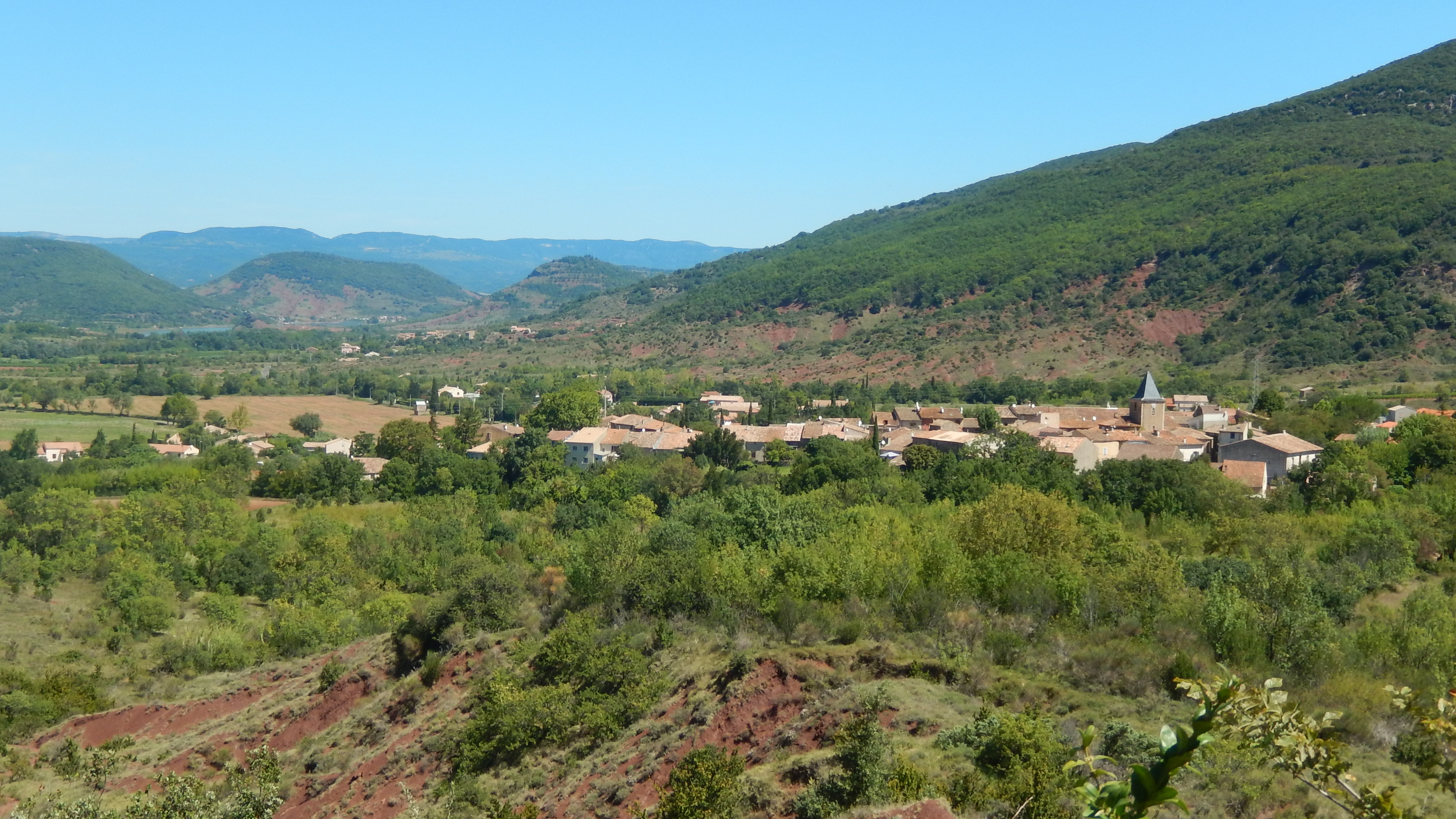
Blick auf Salasc

Salasc liegt etwa 45 Kilometer westlich von Montpellier. An der nördlichen Gemeindegrenze verläuft der Fluss Salagou. Umgeben wird Salasc von den Nachbargemeinden Octon im Norden, Mourèze im Süden und Osten, Valmascle im Süden sowie Mérifons im Westen und Nordwesten.

## Geschichte
Salasc wird bereits im 9. Jahrhundert erwähnt. Im Jahr 1209 übertrug der Bischof von Lodêve den Ort dem Grafen von Clermont als Lehen.

### Bevölkerungsentwicklung
| Jahr                       | 1962 | 1968 | 1975 | 1982 | 1990 | 1999 | 2006 | 2017 |
| Einwohner                  | 241  | 181  | 131  | 155  | 141  | 192  | 244  | 301  |
| Quellen: Cassini und INSEE |      |      |      |      |      |      |      |      |

## Sehenswürdigkeiten
- Kirche Saint-Geniès
- Alte Windmühle aus dem 18. Jahrhundert

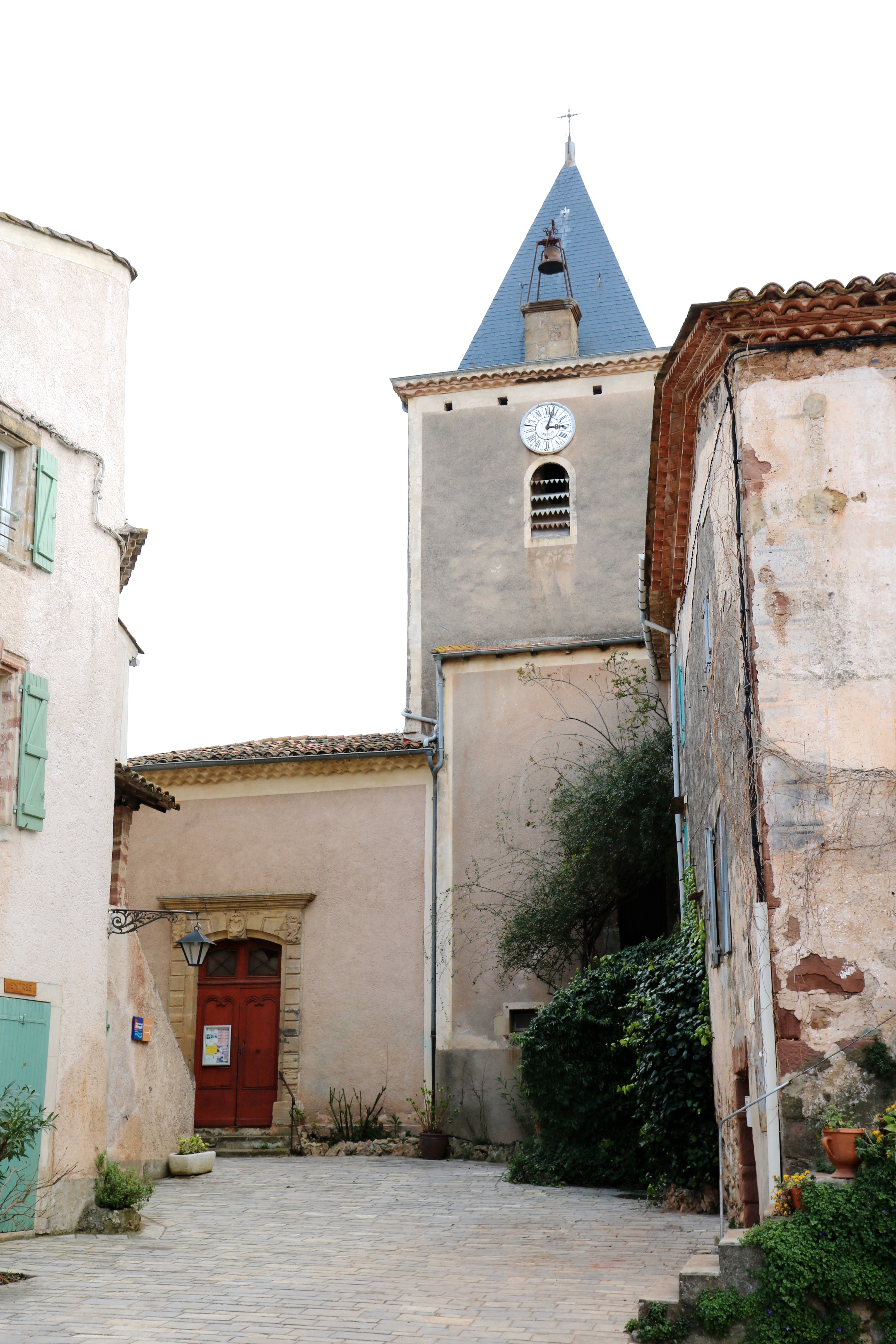
Kirche Saint-Geniès
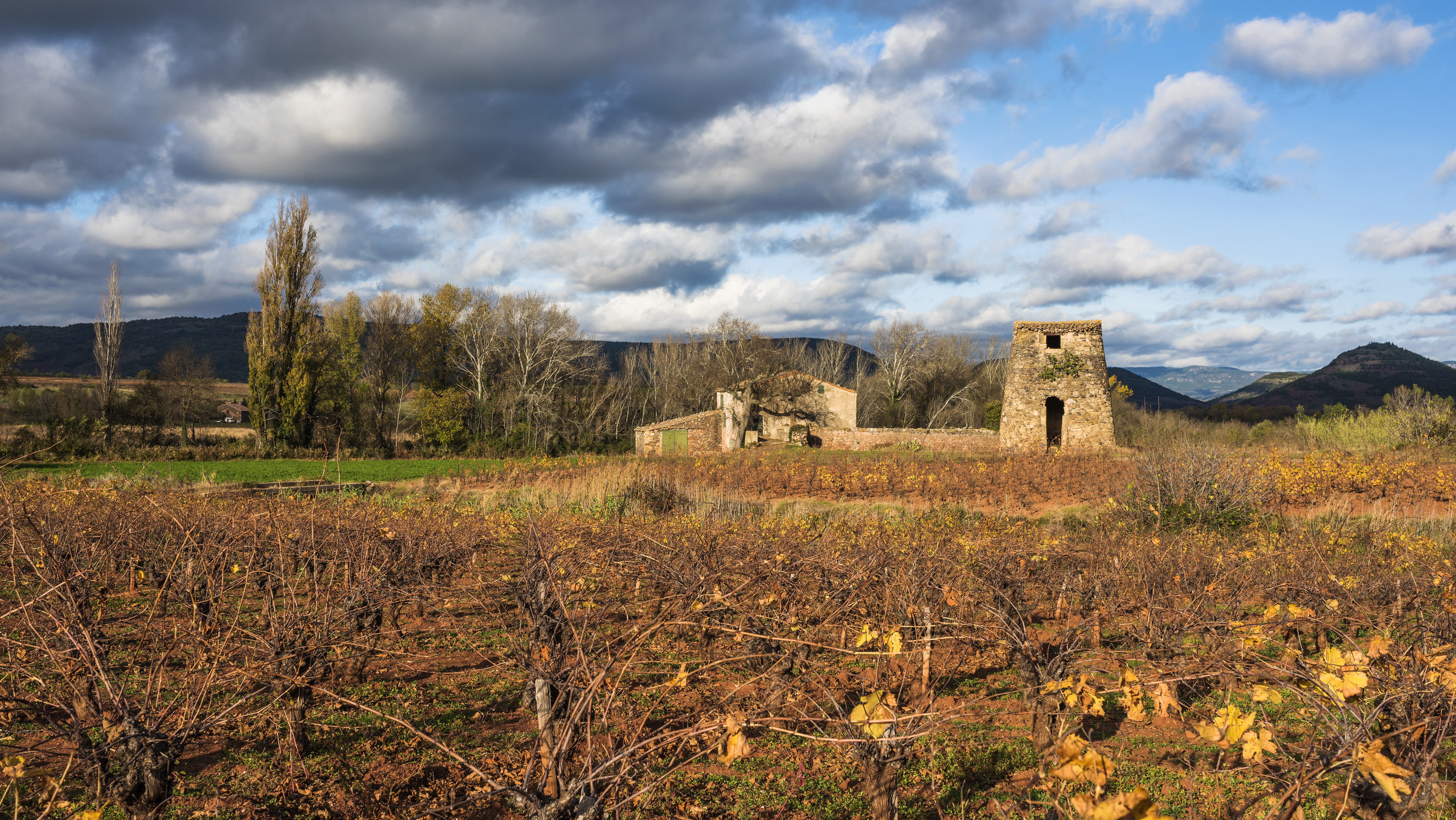
Windmühle